# Вампир (приток Арга-Юряха)
Вампир — ручей в России, протекает по Тенькинскому району Магаданской области. Длина ручья — 13 км.
Начинается северо-западнее вершины 1419 м. Течёт по горной местности в северном направлении между ручьём Красавец и рекой Далила. Впадает в Арга-Юрях справа в 36 км от его устья.

## Данные водного реестра
По данным государственного водного реестра России относится к Анадыро-Колымскому бассейновому округу, речной бассейн реки Колыма, речной подбассейн реки — Колыма до впадения Омолона, водохозяйственный участок реки — Колыма от истока до Колымской ГЭС.
Код объекта в государственном водном реестре — 19010100112219000005353.